# 奇鱗魨
奇鱗魨，為輻鰭魚綱魨形目鱗魨亞目鱗魨科的其中一種，為熱帶海水魚，分布於中西太平洋海域，棲息在底中層水域，生活習性不明。